# 尹啟銘
尹啟銘（1952年6月2日—），中華民國政治人物，曾任經濟部長、行政院經濟建設委員會主任委員、行政院政務委員及國家政策研究基金會執行長等職。

## 推動政策
2008年5月就任經濟部長，規劃兩岸經濟合作架構協議（ECFA）。
2010年11月任職行政院政務委員後，負責兩岸經濟架構協議（ECFA）的跨部會協調工作；規劃「台日產業合作搭橋推動方案」，以深化雙方產業的互動、交流、合作，結合台日產業的優勢。
2012年2月上任經建會主委後，所規劃的「黃金十年 國家願景」，以創新、開放、調結構三大驅動力量，推動國家競爭力的提升，以因應全球經濟的變局；為了協助傳統產業升級，規劃「傳統產業維新方案」，以創新元素（如資通訊技術、文化創意設計、營運模式等）的注入，改變傳統產業的樣貌，提升競爭力。

## 相關話題
尹啟銘常在部落格為政策說明及辯護，佐以統計數字及說明回應媒體報導，指出批評政策者對於經濟數據和理論的誤用、對於因果關係推論的謬誤等看法。也常點名民進黨領袖的立場前後矛盾，例如：2005年蘇貞昌在擔任行政院長時展延核四工期、追加核四預算，2013年2月蘇貞昌卻批評政府不該通過核四追加預算案；2010年初，蔡英文自兩岸洽簽《海峽兩岸經濟合作架構協議》（簡稱：ECFA）期間起，多次宣稱ECFA將傷害台灣中產受薪階層和低技術的勞工，並主張「應該先幫農民、工人找出路，再談簽訂ECFA」，但尹啟銘觀察後指出，蔡英文到了2011年11月總統大選電視辯論會之前，「沒有講半句理由的，突然概括接受ECFA」。

在馬英九發表總統第二任就職演說後，尹啟銘發表專文認為馬總統所說：「未來4年，我沒有連任壓力，但有歷史評價壓力，一定會盡心盡力，把事情做好，為國家社會、歷史留下典範。」展現的是面對勝選連任卻自我惕厲的態度，是一種外慚清議、如履薄冰的戒慎恐懼，是一種不欺暗室、光風霽月的襟懷。
立委丁守中、羅淑蕾點名尹啟銘時常在臉書與記者打筆戰，痛批他花太多時間寫部落格。尹啟銘說自己是犧牲休息時間寫文章，而且做為一個政務官，必須為自己的政策辯護，這本來就是政務官應該要做的事情。
朱學恆發現他的發文時間是下午6點42分，質疑國家經濟狀況這麼差，尹啟銘沒建樹、還這麼早下班？」尹啟銘表示部落格文章大都是在星期六、日或下班後先手寫，再挑選適當的時機發文，他對於外界要他下台的聲浪，說：「尊重也遺憾，欲加之罪何患無辭？」

## 榮譽

### 中華民國勳章獎章
- 一等功績獎章（行政院，2009年9月10日頒發[16]）

## 2012全國不分區及僑居國外國民選區立法委員選舉
| 姓名   | 政黨       | 備註                      |
| 王金平 | 中國國民黨 | 連任，第十二次當選        |
| 王育敏 | 中國國民黨 | 新任，第一次當選          |
| 曾巨威 | 中國國民黨 | 新任，第一次當選          |
| 楊玉欣 | 中國國民黨 | 新任，第一次當選          |
| 邱文彥 | 中國國民黨 | 新任，第一次當選          |
| 洪秀柱 | 中國國民黨 | 連任，第八次當選          |
| 吳育仁 | 中國國民黨 | 新任，第一次當選          |
| 潘維剛 | 中國國民黨 | 連任，第六次當選          |
| 陳鎮湘 | 中國國民黨 | 新任，第一次當選          |
| 李貴敏 | 中國國民黨 | 新任，第一次當選          |
| 蘇清泉 | 中國國民黨 | 新任，第一次當選          |
| 陳碧涵 | 中國國民黨 | 新任，第一次當選          |
| 詹凱臣 | 中國國民黨 | 新任，第一次當選          |
| 徐少萍 | 中國國民黨 | 連任，第六次當選          |
| 紀國棟 | 中國國民黨 | 連任，第四次當選 中途離職 |
| 陳淑慧 | 中國國民黨 | 連任，第二次當選          |
| 尹啟銘 | 中國國民黨 | 新任，第一次當選 放棄遞補 |
| 詹滿容 | 中國國民黨 | 新任，第一次當選 缺額遞補 |

## 軼聞
- 尹啟銘在交通大學念書時，曾被蔣經國親自跑來按門鈴。[17]。
- 2013年5月，尹啟銘接到詐騙電話，對方謊稱他的兒子被綁架，導致被騙贖金120萬元。8月7日下午，警方循線逮捕該案3名未成年車手[18]。

## 著作
- 《台灣經貿轉捩時刻》（台北：商周出版，2004）
- 《斷鏈：前瞻台灣經濟新未來》（台北：天下雜誌，2006）
- 《ECFA與台日商策略聯盟：經驗、案例與展望—菁英觀點與訪談實錄》（台北：印刻，2011）
- 《捍衛ECFA：今天不做明天會後悔》（台北：商訊文化，2011）
- 《流光緩緩，迷了路又何妨》（台北：時報出版，2018）
- 《晶片對決：台灣經濟與命運的生存戰》（台北：天下文化，2023）

## 外部連結
- 尹啟銘的Blog
- 尹啟銘的FB

| 中華民國政府職務 | 中華民國政府職務                                                        | 中華民國政府職務 |
| ---------------- | ----------------------------------------------------------------------- | ---------------- |
| 行政院           |                                                                         |                  |
| 前任： 陳瑞隆    | 經濟部部長 第二十八任 （由工商部開始起算） 2008年5月20日－2009年9月10日 | 繼任： 施顏祥    |
| 前任： 劉憶如    | 行政院經濟建設委員會主任委員 第十五任 2012年2月6日－2013年2月17日       | 繼任： 管中閔    |